# ソーホーの夜
「ソーホーの夜」（ソーホーのよる、"Last Night in Soho"）は、イングランドのポップ・バンドのデイヴ・ディー・グループのシングルであり、1968年6月28日にフォンタナより発売された。バンドのソングライターのケン・ハワードとアラン・ブレイクリーが書いたこの曲はチャート1位を達成した「キサナドゥーの伝説」の次の作品であり、バンドにとって全英シングルチャートのトップ10入り（8位）をした最後の作品となった。

## 制作
「ソーホーの夜」はコリン・ラーキンの『Encyclopedia of Popular Music』では「ロンドンで最も悪名高い平方マイルで失われた純真さを描くレザーボーイ・バイク・サーガ」と記されている。ソングライターのケン・ハワードとアラン・ブレイクリーはデイブ・ディーのコメントに促され、「強い視覚的なイメージ」を念頭に置いてこの曲を書いた。ニューヨークやパリを歌った著名な曲は多数存在するので、2人はそれに対してイギリスを歌った曲の制作を考えた。バンドのそれまでのシングル「ザバダク」や「キサナドゥーの伝説」のエキゾチックなテーマとは対照的にこの曲の舞台は20世紀を通じて性産業とナイト・ライフの拠点として有名だったロンドンのウエスト・エンドのソーホー地区である。曲の中では前科者の男が恋人のために更生しようとするが、不良仲間との再会により誘惑に負けてしまう。最終節で彼は実刑判決に直面し、恋人に惜別の意を表している。ライターのロブ・チャップマンはこの曲を「ライオネル・バートとジョアン・リトルウッドのようなミドル・エイト」のある「ギャングランドを舞台としたサイコドラマ」であると説明している。
この曲にはレジ・ティルスリーによるドラマチックなオーケストラ・アレンジメントが取り入れられている。デチューンされたハモンドオルガンは警察の到着を表している。フロントマンのデイブ・ディーはこの曲はバンドのこれまでのヒット曲よりもシリアスなものだと考えており、『ディスク・アンド・ミュージック・エコー』誌で「過去の反復的なレコードを作ったとは誰も言わないよ。彼らはギミックに富んでいたけれど、常に互いに違っていた。けど進歩しなければならない時が来るし、もう少しストレートなものに挑戦しなければならない時が来るんだ」と語った。ディーはバンドのヒット曲の中でこの曲が1番好きだという。

## 発売
「ソーホーの夜」は「ミセス・サーズディ」をB面として1968年6月28日にフォンタナより発売された。バンドはシングルのプロモーションとしてソーホーのストリップ・バーの前でバイクと一緒に写真を撮り、また7月4日の『トップ・オブ・ザ・ポップス』で曲を披露した。曲は全英シングルチャートに11週入り、最高順位は8位であった。バンドにとって最後の全英トップ10入りシングルとなった。

## 評価と遺産
『レコード・ミラー』のピーター・ジョーンズはこの曲を賞賛し、「このグループがトップの座を維持するスタイルのコンスタントな切り替え」に注目した。『メロディ・メイカー』のクリス・ウェルチはこの曲を「キサナドゥーの伝説」ほど商業的ではないと考え、「彼らのいつものギミック満載のパフォーマンスから離れている」と評した。「ソーホーの夜」はキンクスのシングル「デイズ」と同時期にチャートインしていたが、リードシンガーのレイ・デイヴィスは『ディスク・アンド・ミュージック・エコー』のコラム「ヒット・トーク」で「『ソーホーの夜』は好きではない」「『キサナドゥーの伝説』は僕の好みではなかったし、この曲もそうだ」と表明している。一方で『メロディ・メイカー』のコラム「ブラインド・デート」のインタビューを受けたザ・フーのキース・ムーンは「彼らがいつもやっているハンガリアン・ビア・チャントよりもこっちの方が好きだ」と述べた。
このシングルの成功を受けてデイヴ・ディーは俳優になりたいと言い出し、『ディスク・アンド・ミュージック・エコー』誌上で「ヒットを連発するのはいいけど、特に目指すものがないところまで来てしまうんだ。挑戦がなければ人生は退屈でつまらなくなり、結局はつまらないレコードを作ることになる」と語った。ディーは1年以上経った1969年9月にバンドを脱退し、1970年にマーティ・フェルドマン主演のコメディ映画『Every Home Should Have One』に出演した。
クエンティン・タランティーノ監督の映画『デス・プルーフ in グラインドハウス』で使用されたデイヴ・ディー・グループの1966年のヒット・シングル「ホールド・タイト」を聴いたエドガー・ライトは「ソーホーの夜」と出会った。ライトの2021年のサイコロジカルホラー映画『ラストナイト・イン・ソーホー』はこの曲にちなんで名付けられており、エンドクレジットで使用もされている。

## チャート
| チャート (1968)                    | 最高 順位 |
| ---------------------------------- | --------- |
| オーストラリア (Kent Music Report) | 61        |
| ドイツ (GfK Entertainment charts)  | 13        |
| アイルランド (IRMA)                | 11        |
| オランダ (Dutch Top 40)            | 15        |
| オランダ (Single Top 100)          | 15        |
| ニュージーランド (Listener)        | 4         |
| シンガポール (Radio Singapore)     | 1         |
| UK シングルス (OCC)                | 8         |